# Красьник (Свентокшиське воєводство)
Красьник (пол. Kraśnik) — село в Польщі, у гміні Поланець Сташовського повіту Свентокшиського воєводства.
Населення — 58 осіб (2011).
У 1975-1998 роках село належало до Тарнобжезького воєводства.

## Демографія
Демографічна структура на день 31 березня 2011 року:
|          | Загалом | Допрацездатний вік | Працездатний вік | Постпрацездатний вік |
| -------- | ------- | ------------------ | ---------------- | -------------------- |
| Чоловіки | 31      | 5                  | 24               | 2                    |
| Жінки    | 27      | 4                  | 13               | 10                   |
| Разом    | 58      | 9                  | 37               | 12                   |